# Resourcesat-3
Resourcesat-3 constitue une série de trois satellites d'observation de la Terre de l'Agence spatiale indienne (ISRO). Ces satellites du programme IRS collectent des données pour l'agriculture et réalisent le suivi des désastres ainsi que la gestion des ressources terrestres et aquatiques. Ils doivent être placés en orbite en 2025 pour prendre la suite des satellites Resourcesat-2 en assurant la continuité de la collecte des images multi-spectrales. Les Resourcesat-3 utilisent une plateforme I-1K dont les panneaux solaires produisent 3200 watts. Ils emportent une caméra ALISS-III (Advanced Linear Imaging Scanning Sensor-3) plus performante que la caméra LISS-3 embarquée sur la génération précédente ainsi qu'une caméra ATCOR utilisée pour les corrections atmosphériques,. 